# Millis-Clicquot
Millis-Clicquot es un lugar designado por el censo ubicado en el condado de Norfolk en el estado estadounidense de Massachusetts. En el Censo de 2010 tenía una población de 4.403 habitantes y una densidad poblacional de 536,45 personas por km².

## Geografía
Millis-Clicquot se encuentra ubicado en las coordenadas 42°10′1″N 71°20′57″O / 42.16694, -71.34917. Según la Oficina del Censo de los Estados Unidos, Millis-Clicquot tiene una superficie total de 8.21 km², de la cual 8.11 km² corresponden a tierra firme y (1.2%) 0.1 km² es agua.

## Demografía
Según el censo de 2010, había 4.403 personas residiendo en Millis-Clicquot. La densidad de población era de 536,45 hab./km². De los 4.403 habitantes, Millis-Clicquot estaba compuesto por el 92.91% blancos, el 1.02% eran afroamericanos, el 0.41% eran amerindios, el 3.7% eran asiáticos, el 0% eran isleños del Pacífico, el 0.52% eran de otras razas y el 1.43% pertenecían a dos o más razas. Del total de la población el 1.7% eran hispanos o latinos de cualquier raza.